# یواس‌اس ال‌اس‌تی-۸۳۵
یواس‌اس ال‌اس‌تی-۸۳۵ (به انگلیسی: USS LST-835) یک کشتی بود که طول آن ۳۲۸ فوت (۱۰۰ متر) بود. این کشتی در سال ۱۹۴۴ ساخته شد.